# جبل الزاوية
جبل الزاوية اسم سلسلة جبلية تقع في إدلب في سورية يقع بالجزء الشمالي من جبال الكتلة الجبلية الكلسية في شمال غرب سورية، ويتألف جبل الزاوية، أو جبل أريحا من كتلتين يفصل بينهما وادي قامت فيه حضارات قديمة ويقع في وسطها مدينة البارة الأثرية .
أعلى قممه قمة النبي أيوب (939 م) الذي يقع في قريتي بسامس وجوزف وجبل الأربعين (جبل بني عليم) (877 م ) وبداية جبل الزاوية من الناحية الجنوبية الغربية بلدة كفرعويد التي يتجاوز ارتفاعها (1200م) الواقعة فوق سهل الغاب وبالقرب من جبل شحشبو، الذين يعتبران إحدى مناطق السياحة والاستجمام في الشمال السوري وخصوصُا حلب ، وبالقرب من قسمه الجنوبي الغربي تقوم مدينة أفاميا الأثرية، أما إلى الشرق من حدود الكتلة الجبلية تمتد سهول قنسرين وحماة . و من مدن جبل الزاوية مدينة المعرة (معرة النعمان) تقع جنوبي محافظة إدلب في سوريا وتبعد عن مدينة حلب /84/كم. وعن مدينة حماه /60/كم وتعلو عن سطح البحر بـ/496/ م. تتمتع بمناخ لطيف وموقع استراتيجي، سيما مجاورتها ل أيبلا ووقوعها أيضاً بين مملكتين هامتين هما أفاميا في الجنوب الغربي وشاليسيس قنسرين إلى الشمال منها.
أهم القرى الأثرية قرية مليار التي تشتهر بالموقع الأثري والسياحي المشهور رام مليار)، رويحة، سرجيلا، جرادة، البارة، باعودة، دانا الجنوبية. تتمتع بهوائها العليل .سرجة .دير سنبل. نحله. وهناك قرية قيد الاكتشاف يعتقد أنها كانت حاضرة الدولة البيزنطية وتُخفي فيها آثارا عظيمة وسيكون لها قيمة كبرى في مجال السياحة والقرية اسمها فركيا في واجهة جبل الزاوية بعد معرة النعمان وتتميز بالهواء العليل وتكشف السهول الشرقية بإطلالة رائعة. كذلك قلعة الطارمية الرومانية الموجودة في قرية الموزرة في غرب جبل الزاوية ويعد جبل الأربعين التابع لمدينة أريحا أحد أهم المناطق السياحية في جبل الزاوية ويتميز بهوائه العليل وإطلالته على مساحات واسعة من سهول وتلال محافظة إدلب ويوجد فيه الكثير من المطاعم والفنادق التي جعلت من مدينة أريحا الوجهة السياحية الأولى في محافظة إدلب .[بحاجة لمصدر]